# باشرود جانسن
باشرود جانسن (انگلیسی: Bushrod Johnson; ۷ اکتبر ۱۸۱۷ – ۱۲ سپتامبر ۱۸۸۰) فرد نظامی اهل ایالات متحده آمریکا بود.